# José Vázquez y Téllez
José Vázquez y Téllez (Madrid, España, 26 de noviembre de 1751 - m. San Juan, Puerto Rico, 1834) fue un militar español, gobernador de la provincia de Costa Rica de 1790 a 1797.
Fue bautizado con el nombre de José María en la parroquia de San Sebastián de Madrid. Fue hijo de Joaquín José Vázquez y Morales (m. 1757), caballero de la Orden de Santiago y miembro de la Cámara de Indias, y de Isabel María Téllez y Enríquez de Guzmán, camarista de la reina Bárbara de Braganza.
Sirvió durante muchos años en el ejército y fue gobernador de Gata. Ingresó como caballero a la Orden de Alcántara en 1778. Se le concedió despacho de capitán el 22 de marzo de 1789.
El rey Carlos IV lo designó gobernador de Costa Rica el 17 de julio de 1789. Tomó posesión en noviembre de 1790. 
Por haber sido nombrado como comandante del puerto de La Guaira en Venezuela, el 7 de febrero de 1797 entregó el mando al teniente coronel don Juan Francisco de Bonilla y Morales, teniente de gobernador, y poco después se trasladó a su nuevo destino, que desempeñó durante muchos años.  Debido al triunfo de los insurgentes en la guerra de Independencia de Venezuela, se trasladó a Puerto Rico, donde murió.